# David O. Selznick
David O. Selznick (n. 10 mai 1902, Pittsburgh, Pennsylvania, SUA – d. 22 iunie 1965, Hollywood, California, SUA) a fost un producător din „Epoca de aur” a Hollywood-ului.
Este cunoscut ca fiind producătorul celebrului film Gone With The Wind („Pe aripile vântului”), care i-a adus premiul Oscar pentru Cel Mai Bun Film. Nu numai că Pe aripile vântului are cele mai bune încasări ale tuturor timpurilor (raportat la banii de astăzi) dar a câștigat încă șapte premii Oscar și două premii speciale. Selznick va intra în istorie câștigând Oscarul de două ori consecutiv pentru cel mai bun film (Pe aripile vântului (1939) și Rebecca (1940)).

## Tinerețea
Selznick s-a născut într-o familie de evrei din Pittsburgh, Pennsylvania, ca fiu al distribuitorului de filme mute, Lewis J. Selznick, și al lui Florence A. Selznick. Numele lui adevărat era doar David Selznick. Se spune uneori că O. vine de la Oliver, dar el a spus că de fapt acel O. este doar o invenție a sa.
A studiat la Universitatea din Columbia și a lucrat ca ucenic în compania tatălui său până când a dat faliment în 1923. În 1926 Selznick s-a mutat în Hollywood și, prin relațiile tatălui său, a devenit editor de scenariu la MGM (Metro-Goldwyn-Mayer). A părăsit MGM pentru Paramount Pictures în 1928, lucrând până în 1931, cand s-a mutat la RKO Radio Pictures ca șef de producție. Anii săi petrecuți la RKO au dat rezultate foarte bune, Selznick producând filme ca A Bill of Divorcement (1932), What Price Hollywood? (1932) și King Kong (1933). Tot la RKO, Selznick l-a lansat pe regizorul George Cukor. În 1933 s-a întors la MGM pentru a intra în echipa de producție, luând locul lui Irving Thalberg, care era într-o stare de sănătate foarte proastă. Printre filmele sale celebre se numără Dinner At Eight (1933), David Copperfield (1935), Anna Karenina (1935) și A Tale of Two Cities (1935).

## Selznick International Pictures
În ciuda succeselor sale de la MGM, RKO și Paramount, Selznick era neobosit. Cea mai mare dorința a sa era să fie un producător independent și să își deschidă propriul studio. În 1935 a realizat acest țel înființând compania Selznick International Pictures, încheind și un contract de distribuție cu United Artists. Succesele sale au continuat cu filme clasice ca The Garden of Allah (1936), The Prisoner of Zenda (1937), A Star Is Born (1937), Nothing Sacred (1937), The Adventures of Tom Sawyer (1938), Made for Each Other (1939), Intermezzo (1939) și, bineînțeles, filmul vieții sale, Pe aripile vântului (1939).
În 1940 a produs al doilea film câștigător la Oscar al premiului pentru Cel Mai Bun Film consecutiv, Rebecca, fiind primul film de la Hollywood al regizorului britanic, Alfred Hitchcock. Selznick l-a adus pe Hitchcock din Anglia, lansând cariera americană a acestuia. Rebecca a fost singurul film al lui Hitchcock care a câștigat Oscarul pentru Cel Mai Bun Film.

## Producțiile târzii
După Rebecca, Selznick a închis Selznick International Pictures și și-a luat liber. Activitățile sale antreprenoriale au inclus împrumutarea „star-urilor” de la fostul său studio contra sume mari, printre aceștia numărându-se Alfred Hitchcock, Ingrid Bergman, Vivien Leigh și Joan Fountaine. A dezvoltat de asemenea proiecte de filme pe care le-a vândut ulterior altor producători. În 1944 s-a întors în calitatea de producător pentru filmul de succes Since You Went Away, al cărui scenariu a fost scris de el însuși. A urmat clasicul film Spellbound (1945) precum și Portrait of Jennie (1948). În 1949, a fost co-producător pentru filmul lui Carol Reed, The Third Man.
După Pe aripile vântului, Selznick a încercat să producă filme care să egalizeze performanțele acestuia. Cel mai mult s-a apropiat cu filmul Duel In The Sun (1946), film cu viitoarea sa soție, Jennifer Jones. Având un buget imens, filmul este cunoscut pentru distribuția sa de excepție și efectele de filmare excepționale.

## Moartea
Selznick a murit în 1965 în urma mai multor atacuri de cord și a fost înmormântat la cimitirul Forest Lawn Memorial Park din Glendale, California.

## Viața personală
Selznick s-a căsătorit cu Irene Gladys Mayer, fiica patronului studioului Metro-Goldwyn-Mayer, Louis B. Mayer, în 1930. Au divorțat în 1948. Au avut doi fii, Daniel Selznick și Jeffrey Selznick. A devenit interesat de actrița Jennifer Jones, care atunci era căsătorită cu actorul Robert Hudson Walker și a convins-o să divorțeze de el. Aceștia s-au căsătorit în 1949. Au avut o singură fiică, Mary Jennifer Selznick, care s-a sinucis în 1975. Fratele lui David, Myron Selznick, a devenit unul din cei mai cunoscuți agenți de la Hollywood, definind profesia pentru cei care i-au urmat. A murit în 1944.

## Moștenirea
Pe lângă filmografia sa impunătoare, Selznick a rămas cunoscut ca având un ochi extraordinar pentru talente noi, el prezentând audienței americane actori ca Fred Astaire, Katharine Hepburn, Ingrid Bergman, Vivien Leigh, Louis Jourdan sau pe regizorul Alfred Hitchcock. Selznick a rămas o prezență marcantă printre personalitățile din „cetatea filmului” până la sfârșitul vieții sale. Pentru contribuția sa ieșită din comun adusă filmului, Selznick are o stea pe celebra stradă Walk of Fame, în fața celebrului hotel, Hollywood Roosevelt Hotel.